# Dyoenergism
Dyoenergism (av grek. dyo "två" och energia "energi"), kristologisk lära som menar, att Kristus utverkar gudomliga och mänskliga gärningar genom två energier, en gudomlig och en mänsklig.
Konciliet i Konstantinopel 680-681 antog dyoenergismen som kyrkolära och förkastade samtidigt monoenergismen.